# Roc Fuentes i Navarro
Roc Fuentes i Navarro (Terrassa, 9 de gener de 1939) és un advocat i polític català.

## Biografia
Es llicencià en dret a la Universitat de Barcelona. Des de 1965 ha militat en el PSUC, ha estat president de la Delegació d'Òmnium Cultural a Terrassa de 1981 a 1983 i és membre de l'Associació d'Amics de Nacions Unides, de l'Associació Catalana de Juristes Demòcrates, i d'Amics de l'Art.
Fou elegit regidor de l'ajuntament de Terrassa pel PSUC a les eleccions municipals espanyoles de 1983; diputat a les eleccions al Parlament de Catalunya de 1988, 1992 i 1999 per Iniciativa per Catalunya, i senador designat per la Comunitat Autònoma el 1988-1992.
Després ha continuat exercint d'advocat i vinculat a la direcció del PSUC dins d'Iniciativa per Catalunya Verds
Va ser president de la Sindicatura Electoral de Barcelona per al referèndum sobre la independència de Catalunya de l'1 d'octubre de 2017.